# Klemensowo (rejon dokszycki)
Klemensowo – dawny majątek. Tereny na których leżał znajdują się obecnie na Białorusi, w obwodzie witebskim, w rejonie dokszyckim, w sielsowiecie Sitce.

## Historia
W czasach zaborów w powiecie wilejskim w guberni wileńskiej Imperium Rosyjskiego.
W dwudziestoleciu międzywojennym folwark a następnie majątek leżał w Polsce, w województwie wileńskim, w powiecie duniłowickim, od 1926 w powiecie dziśnieńskim, w gminie Parafianów.
Według Powszechnego Spisu Ludności z 1921 roku zamieszkiwało tu 61 osób, 40 były wyznania rzymskokatolickiego, 14 prawosławnego a 7 mojżeszowego. Jednocześnie 33 mieszkańców zadeklarowało polską przynależność narodową, 21 białoruską a 7 żydowską. Było tu 5 budynków mieszkalnych. W 1931 w 5 domach zamieszkiwało 71 osób.
Wierni należeli do parafii rzymskokatolickiej w Parafianowie i prawosławnej w m. Sitce Wielkie. Miejscowość podlegała pod Sąd Grodzki w Dokszycach i Okręgowy w Wilnie; właściwy urząd pocztowy mieścił się w Parafianowie.